# جي. أونغر فيتلسين
جي. أونغر فيتلسين هو ضابط وشخصية أعمال نرويجي، ولد في 31 يناير 1889 في أوسلو في النرويج، وتوفي في 1959 في كوينز في الولايات المتحدة.